# Ples v Savoji
Ples v Savoji je nejznámější revuální operetou maďarského skladatele Paula Abrahama. Libreto napsali Alfred Grünwald a Fritz Löner-Beda. Svou premiéru měla opereta roku 1932 v berlínském divadle Großes Schauspielhaus, později známém jako Friedrichstadtpalast. Existuje též filmová podoba operety a to z roku 1935.

## Hlavní postavy
- Madeleine de Faublas (soprán)
- Markýz Aristide de Faublas, její manžel (tenor)
- Daisy Parker alias José Pasodoble, jazzová komponistka (subreta)
- Mustafa Bej, turecký ambasador (tenorbuffo)
- Tangolita, argentinská tanečnice (alt)
- Archibald, Aristidův komorník (baryton)
- šest bývalých manželek Mustafy Beje (herečky):
- Célestin Formant, právník (herec)
- Pomerol, vrchní v hotelu „Savoy“ (herec)
- Monsieur Albert, šéf pařížského  módního salonu (herec)
- Ernest Bennuet, mladý přítel Célestina (herec)
- Bébé, Madeleinina služka (herečka)
- hoteloví hosté, hotelový personál, hosté plesu, tanečníci (sbor, balet a kompars)

## Instrumentace
Flétna, dva klarinety, fagot, dva lesní rohy, tři trubky, dva pozouny, harfa, dvě banja, dva klavíry, velké perkuse a smyčce

## Inscenační historie
Opereta se hrála nepřetržitě v mnoha evropských zemích a také v Austrálii.
- Světová premiéra: 23. prosince 1932 Großes Schauspielhaus, Berlín, Německo (název: Ball im Savoy)
- Anglická premiéra: 8. září 1933 Královské divadlo Drury Lane, Londýn, Velká Británie (název: Ball At The Savoy, anglická adaptace: Oscar Hammerstein)
- 16. září 1933 - režie Agu Lüydik, Estonská národní opera, Tallinn [3]
- 15. prosince 1933. Scala (Johann Strauss Theater), Vídeň, Rakousko
- Maďarská premiéra: 23. prosince 1933. Maďarské divadlo, Budapešť
- 7. října 1935 Melbourne, Austrálie

Po druhé světové válce se hraje především v Německu, ale zvláště často v maďarských divadlech. Mimo kulturní prostor ovlivněný Německem je dílo pozoruhodné v severní Evropě a pobaltských zemích.
Americká premiéra: 18. července 2014. Chicago Folks Operetta, Chicago, USA (název: Ball at the Savoy)

### Z inscenační historie v Česku
Premiéra v Praze se konala v Novém německém divadle 9. září 1933. V dávnější minulosti byla opereta uvedena např. v Ostravě a to hned dvakrát (v roce 1933 a 1968). Karlínské divadlo v Praze ji uvedlo v roce 1970. V dubnu 2011 byla inscenována ve Slezském divadle v Opavě. V září 2022 byla uvedena ve Státní opeře v Praze.

## Charakteristika díla
"Ples v hotelu Savoy" byl napsán ve 30. letech dvacátého století, kdy přišly do módy nové melodie a rytmy. Abraham ve svém díle poměrně hojně využívá foxtrot a latinskoamerické tance jako tango a pasodoble. Setkáme se zde však i s valčíkem v klasickém tvaru, známým jako „anglický valčík“. Vokální party se nevyznačují složitými pasážemi, nicméně všechna čísla, lyrická i komická, jsou prodchnutá emocemi a umožňují odhalit hloubku pocitů postav.

## Děj operety

### Prolog
Paláce s Canal Grande v Benátkách
Markýz Aristide de Faublas a jeho mladá žena Madeleine, kteří si užili roční líbánky, se rozhodnou vrátit se konečně domů.

### První jednání
Hala vily v Nice
Novomanželé se těší na svůj první společný večer doma. Aristide však dostává telegram od své bývalé milenky, tanečnice Tangolity, která právě dnes večer chce, aby Aristide dodržel slovo a splnil svůj slib – povečeřet s ní v den, který si ona sama určí. Má se tak stát v hotelu Savoy v Nice. Aristide společně se svým přítelem, tureckým atašé Mustafou Bejem, namluví Madeleine, že ho pozval na setkání do Savoye slavný hudební skladatel José Pasodoble, jenž právě přicestoval do Nice a který mu kdysi zachránil život. Madeleine s ním jít nemůže, protože nedorazil kufr s jejími plesovými šaty. Aristide ví, že Pasodoble je pseudonym, netuší však, že se pod ním skrývá přítelkyně jeho ženy, mladá Američanka Daisy, která tajně píše a publikuje populární skladby. Daisy je v Nice a na plese v Savoyi hodlá zveřejnit svou pravou identitu. Jediný, kdo vše o Daisy ví, je Madeleine. A proto se rozhodne jít se zastřenou tváří na ples také, aby odhalila manželovu lež.

### Druhé jednání
Foyer tanečního sálu hotelu "Savoy" v Nice
Zatímco Aristide potkává své staré přátele ze svobodných let, Madeleine se chce pomstít. Skrývá tvář za závojem a flirtuje s Célestinem Formantem, nesmělým mladým mužem, který doufá v dobrodružství svého života. Mezitím je Mustafa Bej okouzlen Daisy.
Aristide a Tangolita se odeberou na večeři do separé v hotelu, stejně jako Madeleine a dvořící se Célestin. Během večeře Aristide požádá o telefon, aby zavolal své ženě, ale číšník Pomerol, zvyklý na tyto situace, přesměruje linku do separé Madeleine, aby mohla odpovědět a předstírat, že je doma. Hluboce zklamaná Madeleine se rozhodne podlehnout Célestinovi.  José Pasodoble je v hotelu Savoy oslavován a Daisy odhalí svou pravou identitu. Madeleine veřejně oznamí, že zradila svého manžela. Aristide se cítí ponížený a rozzlobeně opouští ples.

### Třetí jednání
Villa de Fable v Nice.
Markýz Aristide se chystá rozvést a zavolá právníka. Stále však plně nevěří tomu, co se stalo, a chce slyšet od Madeleine, zda to bylo nebo ne. Manželka si dál stojí za svým – podvedla svého manžela. Aristidu vadí i to, že on sám svou ženu nepodvedl. Myslel na ni tolik, že to nedokázal.
Objeví se právník - to je Celestan Foreman. Ani on ale situaci nevysvětlí, protože mu Madeleine nařídila mlčet. A jen Daisy zachraňuje situaci. Zná Madeleine a chápe, že se nemohla změnit, protože příliš miluje Aristida. Madeleine nakonec přiznává, že s Foremanem nespala. Daisy také dokáže přesvědčit Madeleine, že ani Aristide se žádné zrady nedopustil. Manželé jsou opět spolu a jejich štěstí už nezatemňují žádné pochybnosti.
Mustapha Bej se nevzdává pokusu dobýt Daisy, po které tolik touží. Byl šestkrát ženatý. Aby zdůraznil své namlouvání, nechá napochodovat všech šest svých bývalých manželek: Všechny dávají Mustafovi vynikající vysvědčení. Nakonec i Daisy je svolná k tomu stát se jeho sedmou manželkou.

## Nejznámější melodie
Jeden hit střídá druhý:
- Toujours l’amour (Láska navždy),
- Kangaroo (Klokan),
- Wenn wir Türken küssen (Když my Turci líbáme)
- Es ist so schön am Abend bummeln zu geh’n (Je tak krásné jít se večer toulat).

- Bist du mir treu? (Jsi mi věrný?)
- Tangolita